# Мультиокулярная О
ꙮ (мультиокулярная О) — редкий кириллический глиф на основе буквы О, состоящий из множества так называемых окулярных О, соединённых в форме орнамента.
Встречается во фразе «серафимимн҆оꙮ҆читїи҆» (многоокие серафимы).
Глиф задокументировал Ефим Карский в 1928 году, обнаружив его в Буслаевской псалтири (оборот листа 244) XV века из Главной библиотеки Троице-Сергиевой лавры, эта псалтирь теперь хранится в РГБ (фонд 304.1 № 308). В ней используется глиф, состоящий из десяти окулярных О.
В Юникоде этот глиф имеет номер U+A66E и до версии 15.0 был составлен из семи окулярных О, а в этой версии был заменён на более крупный, из десяти таких символов.

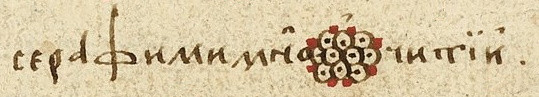
Оригинал надписи, задокументированный Ефимом Карским
Старая версия символа